# Movimento pela soberania havaiana

A bandeira havaiana invertida representa o Reino do Havaí em perigo e é o principal símbolo do movimento pela soberania havaiana.

O movimento pela soberania havaiana (em havaiano:  ke ea Hawaiʻi, em inglês:  Hawaiian sovereignty movement) é uma campanha política e cultural para obter soberania, autodeterminação e autogoverno para os havaianos com ascendência havaiana nativa integral ou parcial como uma nação autônoma, país ou reino independente. Alguns grupos também defendem alguma forma de reparação dos Estados Unidos pela deposição da Rainha Liliʻuokalani em 1893 e para o que é descrito como uma ocupação militar prolongada iniciada com a anexação de 1898. O movimento geralmente considera tanto a deposição como a anexação como ilegais. A Ilha Palmyra e as Ilhas Stewart foram anexadas pelo reino na década de 1860 e são consideradas pelo movimento como estando sob ocupação ilegal junto com as ilhas havaianas. A Resolução de Apologia aprovada pelo Congresso dos Estados Unidos em 1993 reconheceu que a derrubada do Reino do Havaí em 1893 foi um ato ilegal.
Os defensores da soberania têm atribuído os problemas que afligem as comunidades nativas, incluindo a falta de moradia, a pobreza, a marginalização econômica e a erosão das tradições nativas à falta de governança nativa e autodeterminação política. Eles prosseguem sua agenda através de iniciativas educacionais e ações legislativas. Juntamente com protestos em todas as ilhas, na própria capital, bem como em lugares e locais considerados sagrados para a cultura havaiana, os ativistas da soberania desafiam as forças e a lei dos Estados Unidos.